# Witte Paarden
Witte Paarden est un hameau dans la commune néerlandaise de Steenwijkerland, dans la province d'Overijssel. Le 1er janvier 2006, le village comptait 170 habitants.